# 索尔高尔毛托什
索尔高尔毛托什，是匈牙利索博尔奇-索特马尔-贝拉格州所辖的一个村。总面积10.38平方公里，总人口1107，人口密度106.6人/平方公里（2011年1月1日）。